# Estavar
Estavar (em catalão:  Estavar) é uma comuna francesa na região administrativa da Occitânia, no departamento dos Pirenéus Orientais. Estende-se por uma área de 9.24 km², com 475 habitantes, segundo o censo de 2018, com uma densidade de 51 hab/km².